# Hildegard Laigre
Hildegard Laigre (* 30. Januar 1944 in Bocholt als Hildegard Hermens, jetzt Hildegard Walther) ist eine deutsche Kunstradfahrerin, die zwischen 1964 und 1973 im Einer und Zweier fünfmal Weltmeisterin wurde sowie fünfmal den zweiten und dreimal den dritten Platz bei Weltmeisterschaften belegte. Sie trat u. a. für den DJK – Eintracht Stadtlohn 1920 e.V. an.

## Erfolge
Ihr erster großer Erfolg war der 3. Platz bei den Deutschen Meisterschaften unter ihrem Geburtsnamen Hildegard Hermens.
| Wettbewerb                                             | 1964 | 19651 | 19662 | 19673 | 19683 | 19693 | 19702 | 19712 | 19722 | 19732 |
| ------------------------------------------------------ | ---- | ----- | ----- | ----- | ----- | ----- | ----- | ----- | ----- | ----- |
| Deutsche Meisterschaften (Einer)                       | 3.   |       | 2.    | 2.    | 3.    | 2.    | 2.    | 2.    | 3.    | 1.    |
| Mémorial Achille Joinard / Weltmeisterschaften (Einer) |      |       |       | 2.    | 3.    |       | 3.    | 3.    |       |       |
| Deutsche Meisterschaften (Zweier)                      |      |       |       | 1.2   |       |       |       |       |       |       |
| Großer Städtepreis / Europameisterschaften (Zweier)    |      | 2.    | 1.    | 1.    | 1.    | 2.    | 1.    | 2.    | 2.    | 1.    |

1Laigre / Terbeck, 2Laigre / Ursula Moritz, 3Laigre / Inge Feldbusch
Die Ergebnisse bis 1969 beziehen sich im Einer auf das Mémorial Achille Joinard, im Zweier auf den Großen Städtepreis. Diese wurden 1970 zu Welt- bzw. Europameisterschaften aufgewertet, letztere 1986 ebenfalls zur Weltmeisterschaft.

## Privates
Hildegard Hermens heiratete 1964 in Bocholt Herrn Laigre. Seit 1974 ist sie mit dem Fahrradfabrikanten Helmut Walther verheiratet und lebt in Willstätt. Sie hat einen Sohn. Hildegard Walther ist im  RSV Offenburg e.V. Schriftführerin des Vorstandes und Fachwart für Kunstrad.